# Charles d'Autemarre d'Erville
Charles François Xavier d'Autemarre d'Erville, communément appelé le général d'Autemarre, né le 17 décembre 1805 à Cheppy (Meuse) et mort le 18 février 1891, est un général de division français, grand-croix de la Légion d'honneur.
Il s'illustre particulièrement au cours de la conquête de l'Algérie et pendant la guerre de Crimée.

## Biographie

### Jeunesse
À l'âge de 16 ans, le 4 novembre 1821, il intègre l'école de Saint-Cyr et en ressort le 1er octobre 1823 avec le grade de sous-lieutenant. Il est affecté au 51e régiment d’infanterie de ligne, puis transféré au 59e le 29 octobre 1828, où il est promu lieutenant le 26 juin 1830.

### Conquête de l'Algérie
En 1833, il s'embarque pour l'Algérie avec son régiment à Toulon sous les ordres du général Trézel pour l'expédition de Bougie. Sa conduite lors de la prise de la place lui vaut une citation le 6 octobre de la même année, ainsi que la croix de chevalier de la Légion d'honneur le 14 novembre 1833. Promu capitaine en 1836, il participe à la première expédition de Constantine en novembre 1836, sous le commandement du maréchal Clausel. En janvier 1837, son régiment quitte l'Algérie pour servir en garnison à Lyon.
En 1840, il retourne en Algérie et est affecté au sein d'un régiment de zouaves, sous les ordres du lieutenant-colonel Cavaignac. Il se distingue lors d'une sortie de la garnison de Médéa en janvier 1841, ce qui lui vaut une nouvelle citation. Six mois plus tard, le 26 juillet, il est de nouveau cité à l'ordre de l'armée  pour sa bravoure au combat de Sidi-Daho. Le 23 décembre 1841, il est promu chef de bataillon aux zouaves. Envoyé avec son bataillon dans la province d'Oran, il participe à toutes les affaires lors des campagnes de 1842 et 1843. Il est promu officier de la Légion d'honneur en août 1843. En 1844, il est cité à l'ordre de l'armée dans le rapport du maréchal Bugeaud pour s'être particulièrement distingué à la bataille d'Isly le 14 août 1844. Il est ensuite nommé lieutenant-colonel au 2e régiment de la légion étrangère le 24 avril 1845, rejoignant son nouveau poste à Bone, et participant aux expéditions contre les Kabyles, notamment à Collo, Dellys, et à la campagne de Tebessa.

### Expédition de Rome (1849)
Il est promu colonel du 53e régiment d'infanterie à l'armée des Alpes le 30 mai 1848 puis en juin 1849, désigné pour faire partie du corps expéditionnaire de la Méditerranée, il participe à l'expédition de Rome et embarque à Toulon avec son régiment. Il arrive devant Rome le 5 juin et reste en garnison après la prise de la ville en 1850 et 1851. Il est promu commandeur de la Légion d'honneur le 10 décembre 1851 puis promu général de brigade le 2 janvier 1852.
Il retourne ensuite en Algérie, il prend le commandement de la subdivision de Constantine.

### Guerre de Crimée
Lorsque la guerre  est déclarée à la Russie en 1854, il se voit confier le commandement de la 1re brigade de la 2e division du général Bosquet, composée notamment du régiment de tirailleurs algériens, du 3e régiment de zouaves et du 50e régiment de ligne. Son rôle lors de la bataille de l'Alma et sa contribution à la bataille d'Inkerman le 5 novembre sont salués. Le commandant en chef, Saint-Arnaud, écrit  dans son rapport sur la bataille de l’Alma : « J’ai déjà fait connaître l’importance du rôle de la division Bosquet et de son mouvement tournant, pendant lequel sa 1re brigade (d’Autemarre), établie sur les hauteurs, reste longtemps exposée au feu de cinq batteries ennemies. ». 
En récompense de sa conduite, il est élevé à la dignité de grand officier de la Légion d'honneur le 29 décembre 1854, après citation à l'ordre de l'armée, et promu général de division le 17 mars 1855. 
Il prend ensuite le commandement de la 1re division du 1er corps d'armée sous le maréchal de Salles. Le général Autemarre participe activement à la prise de Kertch et d'Ieni-Kale lors de l'expédition en mer d'Azov en 1855. Par la suite, il est engagé dans l'attaque de la tour Malakoff le 18 juin 1855, où il pénètre à l'intérieur de l'ouvrage avant de devoir se retirer, et subit des pertes importantes lors de cette opération. Le 8 septembre, lors de l'attaque générale, la division dirigée par le général Autemarre est positionnée sur la droite de la division Levaillant, avec les troupes sardes à sa droite. Au cours de cette journée, la division subit de lourdes pertes, dont la perte du général Breton, ainsi que plusieurs officiers et un grand nombre de soldats.
Après la prise de Sébastopol le 11 septembre, le général Autemarre est envoyé avec sa division dans la vallée de Baïdar, où il occupe la position jusqu'à la conclusion de la paix.

### Retour en France
Après le traité de Paris (1856) et son retour en France, il est nommé à la tête de la 2e division militaire à Châlons-sur-Marne.

### Campagne d'Italie (1859)
En 1859, il participe à la campagne d'Italie en tant que chef de la 1re division du 5e corps, comprenant le 3e régiment de zouaves et les 75e, 89e, 93e et 99e régiments de ligne. Il joue un rôle important à la bataille de Montebello et lors de l'engagement du 3e zouaves lors de la bataille de Palestro. Après le traité de Villafranca, sa division reste en Italie en tant que force d'occupation sous les ordres du maréchal Vaillant.

### Fin de carrière
En 1860, il est nommé inspecteur général de l'infanterie, puis prend le commandement de la 6e division militaire à Strasbourg jusqu'en 1865. Par la suite, il est appelé à diriger la 2e division d'infanterie de la garde impériale, composée de zouaves et de grenadiers. 
Il est également conseiller général du canton de Varennes-en-Argonne (Meuse) de 1861 à 1870.
Il est élevé à la dignité de grand-croix de la Légion d'honneur le 21 septembre 1866. En septembre 1869, il est nommé au commandement supérieur des gardes nationales de la Seine, qu'il occupe jusqu'à la fin d'août 1870, date à laquelle il démissionne pour intégrer le comité de défense des fortifications de Paris. Placé dans les réserves, il siège au conseil d’enquête des capitulations.
Il meurt à Cheppy le 18 février 1891 à l'âge de 85 ans.

## Décorations

### Françaises
- Grand-croix de la Légion d'honneur (1866)[3]
  - Grand Officier le 29 décembre 1854
  - Commandeur le 10 décembre 1851
  - Officier le 6 août 1843
  - Chevalier le 14 novembre 1833
- Médaille d’Italie, 11 août 1859.

### Étrangères
- Grand-croix de l’ordre militaire de Savoie, 11 mars 1860
- Grand-croix de l'ordre du Lion de Zaeringen (Bade)
- 2e classe de l'ordre du Médjidié en 1864 (Empire ottoman)
- lre classe  de l'ordre du Médjidié en 1869
- Grand-croix de l’ordre d'Aviz (Portugal)
- Grand-croix de l'ordre impérial de la Croix de fer (lre classe, Autriche)
- Chevalier de l’ordre impérial de Sainte-Anne (lere classe, Russie)
- Commandeur de ordre de Saint-Grégoire-le-Grand (Rome, 4 juin 1850)
- Commandeur de l’ordre britannique du Bain, 26 avril 1856
- Médaille de Crimée, quatre agrafes, 10 juin 1856 (Royaume-uni)